# Friedrich Klemstein
Friedrich („Fritz“) Klemstein (* 1. Januar 1893 in Altcarbe, Landkreis Friedeberg/Neumark; † 20. April 1945 im Zuchthaus Brandenburg-Görden) war ein deutscher Kommunist, Arbeitersportler und Widerstandskämpfer gegen den Nationalsozialismus.

## Leben
Klemstein erlernte den Beruf des Schlossers, 1917 legte er seine Meisterprüfung ab. Er war seit seiner Lehrzeit im Deutschen Metallarbeiter-Verband und im Arbeitersportverein „Fichte“ organisiert. Im Ersten Weltkrieg diente er als Soldat. Seit 1918 war Klemstein in der Firma Ludwig Loewe & Co. in Berlin-Moabit beschäftigt. 1926 war er Mitglied des SV „Wasserpaddler Havel“, später leitete er das Sporthaus der Wassersportler in Saatwinkel. Seit 1930 war er Mitglied der Kampfgemeinschaft für Rote Sporteinheit.
Nach der „Machtergreifung“ der Nationalsozialisten 1933 wurde er zusammen mit seinem Bruder Herbert verhaftet und in „Schutzhaft“ genommen. Von 1933 bis 1939 war er Leiter einer illegalen Gruppe der Roten Hilfe Deutschlands, die Gelder für Familien politischer Inhaftierter sammelte und in Verbindung zum illegalen Unterbezirk Berlin-Moabit der KPD stand. Dann war er Angehöriger der sogenannten Uhrig-Organisation. 1944 konnte er durch Gustav Wegener für die Saefkow-Jacob-Bästlein-Organisation gewonnen werden. Klemstein baute in der Firma Loewe eine illegale Betriebszelle auf. Er war an der Verbreitung von Flugblättern und Geldsammlungen im Betrieb beteiligt. Am 18. September 1944 wurde Klemstein verhaftet und im Strafgefängnis Berlin-Plötzensee inhaftiert. Am 1. Dezember 1944 wurde er „wegen Hochverrats“ angeklagt und am 2. Februar 1945 wurde er vom Volksgerichtshof zusammen mit dem Dreher Hans Schulz zum Tode verurteilt und am 20. April 1945 im Zuchthaus Brandenburg-Görden hingerichtet. Es waren die letzten Hinrichtungen im Zuchthaus Brandenburg. Nur fünf Tage später sprengten Panzer der Roten Armee die Tore des Zuchthauses auf.

## Ehrungen

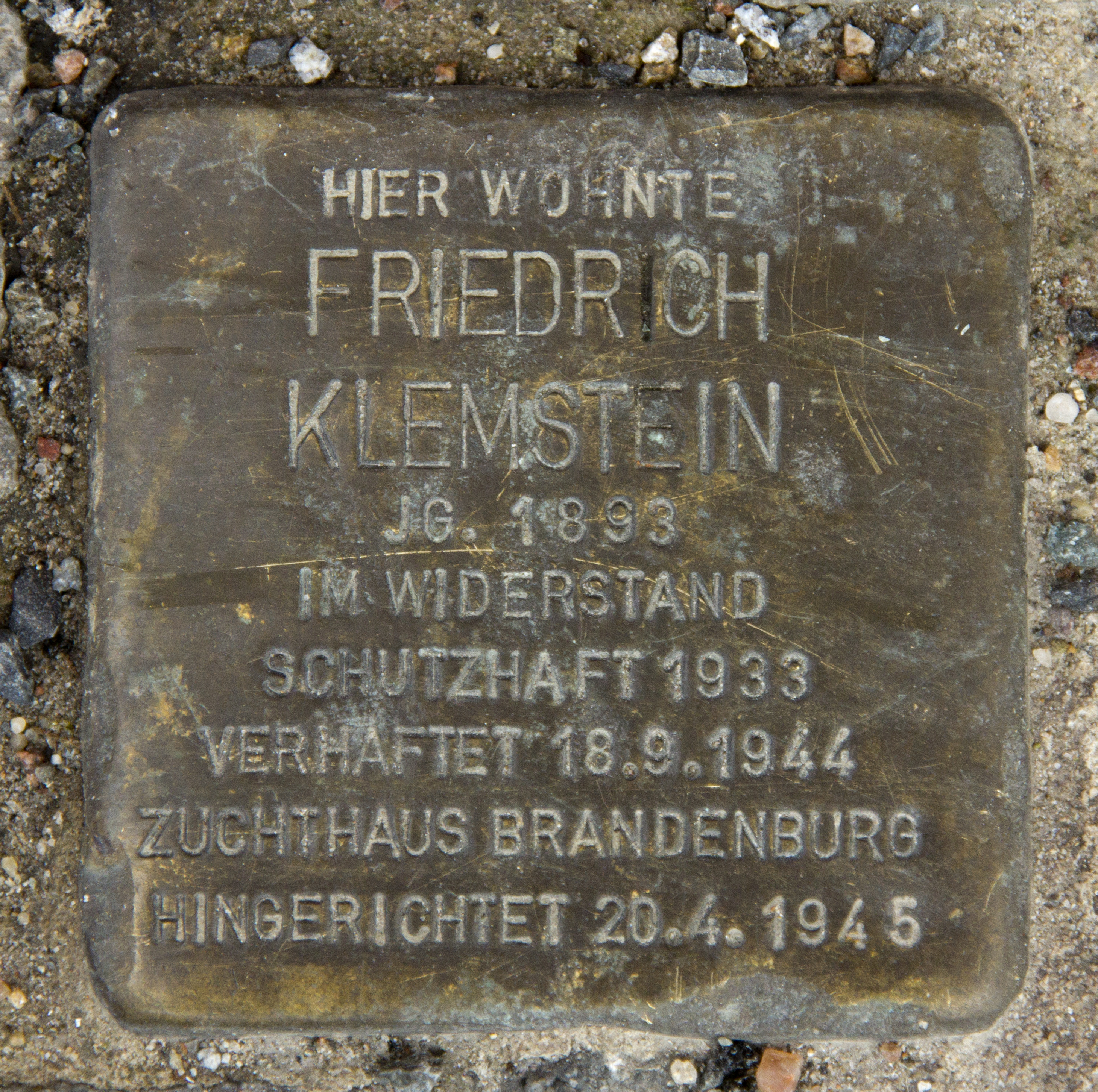
Stolperstein

Seit Juni 2008 erinnert ein Stolperstein vor seiner letzten Wohnstätte (Gotzkowskystraße 35) an Klemstein.